# Миррахимов, Мирсаид Мирхамидович
Мирсаи́д Мирхами́дович Миррахи́мов (Mirsaid Mirrakhimov, Мирсаид Мирхамидович Миррахимов; 27 марта 1927, Фрунзе — 2 октября 2008, Бишкек) — врач-терапевт, академик Национальной академии наук Кыргызской Республики и Академии медицинских наук СССР. Заслуженный деятель науки Киргизской ССР (1972), заслуженный врач Киргизской ССР (1962). Лауреат Государственной премии СССР в области науки и техники, депутат Верховного Совета СССР и Верховного Совета Киргизской ССР нескольких созывов. Герой Социалистического Труда (1987).

## Биография
Родился 27 марта 1927 года в городе Фрунзе (Бишкек) в семье известного в Киргизии музыканта и театрального деятеля Мирхамида Миррахимова. Этнический узбек. У своих родителей Мирсаид был старшим сыном.
- 1948 г. — окончил Киргизский государственный медицинский институт (КГМИ).
- 1955 г. — доктор медицинских наук.
- 1958 г. — заведующий кафедрой КГМИ.
- 1966 г. — профессор.
- 1963 г. — проректор по науке КГМИ.
- 1969 г. — член-корреспондент Академии медицинских наук СССР
- 1974 г. — академик Академии наук Киргизской ССР.
- 1977 г. — директор Киргизского НИИ кардиологии.
- 1988 г. — академик Академии медицинских наук СССР.
- 1993 г. — президент Центрально-Азиатской Ассоциации кардиологов.
- 1996 г. — член Нью-Йоркской Академии Наук.

С 1977 г по 2007 год Миррахимов М. М. являлся бессменным директором Национального центра кардиологии и терапии.
М. М. Миррахимов — признанный в республике, СНГ и дальнем зарубежье учёный-клиницист, клинический физиолог, педагог, организатор науки и здравоохранения.
Он является основоположником нового направления в науке — высокогорной медицины и кардиологии, создателем школы в этой отрасли; внёс крупный вклад в разработку биолого-физиологических основ адаптации человека к условиям высокогорья. Им выделены фазы кратковременной адаптации, разработаны критерии формирования состояния адаптированности и отбора людей для проживания и работы в горах, описаны новые формы горных болезней, предложены критерии их диагностики и лечения, обосновано использование горного климата для лечения целого ряда заболеваний, в том числе хронической апластической анемии, цитопении, бронхиальной астмы и др. За цикл работ по высокогорной медицине ему в 1978 году присуждена Государственная премия Киргизии в области науки и техники.
М. М. Миррахимов — инициатор создания и совершенствования кардиологической службы в республике, повлиявшей на снижение в 80-х годах смертности населения от болезней сердца на 15 %. За цикл работ по разработке и внедрению в медицинскую практику современных методов диагностики, профилактики и лечения в области кардиологии М.Миррахимову в 1980 году присуждена Государственная премия в области науки и техники СССР.
НИИ кардиологии, основанный и возглавляемый М. М. Миррахимовым, за короткое время превратился в мощный учебно-научно-практический комплекс, оснащенный современным медицинским оборудованием. М. М. Миррахимовым внесён существенный вклад в развитие таких разделов внутренних болезней, как ревматология, нефрология, пульмонология, гастроэнтерология, эндокринология, гематология.
Руководимые в своё время М. М. Миррахимовым терапевтические кафедры факультетской терапии КГМИ и терапевтических дисциплин КРСУ по сей день являются одними из лучших в СНГ.
М. М. Миррахимов первый президент Ассоциации кардиологов Центральной Азии, с 1995 года — вице-президент Ассоциации кардиологов СНГ, председатель общества терапевтов и кардиологов Кыргызской Республики, член президиума ряда обществ по медицине России, член редколлегии и редакционных советов 10 ведущих медицинских журналов, в том числе международных, главный редактор Центрально-Азиатского Медицинского Журнала, заместитель главного редактора журнала «Кардиология СНГ», руководитель движения «Врачи мира за предотвращение ядерной войны».
Автор более 700 научных работ, в том числе 35 монографий, 500 научных статей, рефератов, научных обзоров, опубликованных в отечественной печати и дальнего зарубежья. Автор 19 изобретений. Под его руководством подготовлено 63 кандидата и 23 доктора медицинских и биологических наук, создана школа кардиологов, включая специалистов по горной медицине.
Он неоднократно и достойно представлял кыргызскую медицинскую науку за рубежом.
Почётный гражданин города Бишкек.
Несколько раз был избран депутатом Верховных Советов СССР и Киргизской ССР и Фрунзенского горсовета.
Скончался 2 октября 2008 года. Похоронен на Ала-Арчинском кладбище города Бишкек.

## Награды

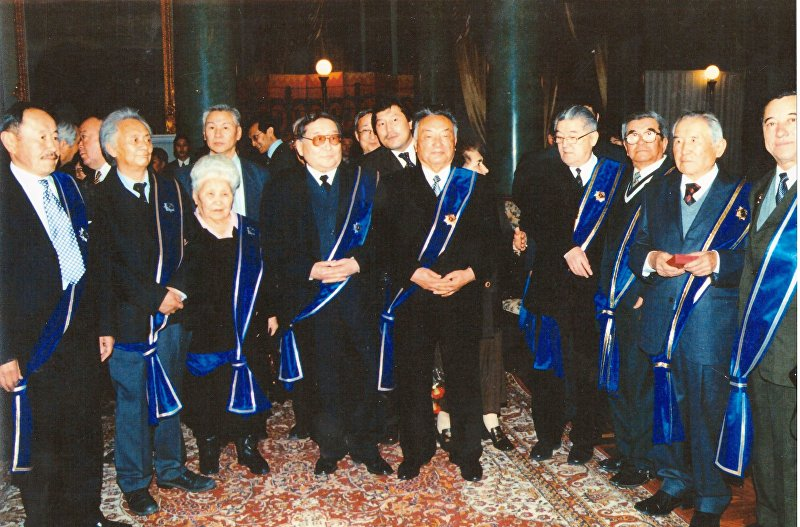
В группе награждённых орденом «Манас». 2003

- Герой Социалистического Труда (1987)
- Орден Ленина — дважды (1981, 1987)
- Орден «Знак Почёта» — дважды (1961, 1971).
- Орден «Октябрьской Революции» (1976).
- Лауреат Государственной премии Киргизской ССР (1978).
- Лауреат Государственной премии в области науки и техники СССР (1980)
- Лауреат Государственной премии Киргизской ССР (1984).
- Памятная золотая медаль «Манас-1000» (1995)[2]
- «Человек 1995 года» (1995, США).
- Орден Дружбы народов (1995)
- «Человеком десятилетия в XX веке» (1996, США)
- Медаль Манас-1000 (1996)
- Орден «Манас» III степени (1997)
- Почётная золотая медаль Президента Кыргызской Республики «За выдающиеся научные достижения в XX столетии» (2001)[3]
- Золотая медаль им. Е. И. Чазова «За выдающийся вклад в кардиологию» (1999)
- «Человек 2000 года» (2000, США).
- «Выдающийся человек 21-го века» (2001, Международный Биографический Центр, Кембридж). «Великий врач 21 века».
- Нобелевская награда Конвенции по культуре США, почётная золотая медаль «Президента Кыргызской Республики» за выдающиеся научные достижения в «XX столетии» (2001).
- Орден «Манас» I степени (2003)[4]
- Академическая премия им. Исы Коноевича Ахунбаева (2006).
- Орден Николая Пирогова «За выдающиеся заслуги в научно-практической деятельности в области медицины» (2007)
- Золотая медаль «За защиту мира», серебряные медали «ВДНХ СССР».
- Золотая медаль Международного благотворительного фонда науки и культуры им. Мустафы Кемаля Ата-Тюрка.
- Лауреат международных премий «Даанышман» (Учёный) и «Мээрим», «Руханият», «Алтын Копуро» (Золотой мост).
- Значки «Отличник здравоохранения СССР», «Отличник народного образования КР».
- Четыре Почётные грамоты Верховного Совета Киргизской ССР.
- Удостоен почетных званий: «Заслуженный врач КР» (1962), «Заслуженный деятель науки и техники КР» (1972).

## Семья
Был старшим сыном в семье. Мать — Хадича. Отец — Мирхамид Файзиевич Миррахимов (1904-1957) кларнетист, заслуженный артист Киргизской ССР (1939), основатель и первый директор Киргизской Национальной филармонии имени Т.Сатылганова, художественный руководитель Киргизского драматического театра, лауреат Всесоюзного конкурса исполнителей в Ташкенте, первый директор музыкально-хореографического училища, музыкальный редактор книги «Кыргызские народные песни». Жена — Неля Ярулловна Юсупова (род. 1928), известный в Республики врач-терапевт.
Мирсаид Миррахимов воспитал троих детей — двух дочерей Назиру (1956) и Эльмиру (1957 и сына Эркина (1960) президент общества кардиологов Кыргызстана, профессор, доктор медицинских наук. Заведующий кафедрой факультетской терапии КГМА, заведующий отделом коронарной болезни сердца, атеросклероза и хронической сердечной недостаточности Национального центра кардиологии и терапии. Его жена — Ирина Александровна Железнова, преподаватель математики, кандидат наук, дочка известного в Кыргызской Республики общественного и политического деятеля Александра Никитича Железнова. Внуки - Айбек и Рустам..

## Работы
- Н. А. Агаджанян, М. М. Миррахимов «Горы и резистентность организма» Москва: [б. и.], 1970. 184 с. Б. ц. ГРНТИ 34.39 УДК 613.1(016) 612.014(016)[11]

## Память
- Учитывая выдающийся вклад академика М. М. Миррахимова в развитие отечественной кардиологической и терапевтической науки, воспитание целой плеяды учёных-медиков и высококвалифицированных специалистов, а также его активную общественную деятельность, Национальному центру кардиологии и терапии при МЗ КР присвоено имя академика Мирсаида Миррахимова" (Указ Президента КР № 373 от 30 октября 2004 года)[13][14][15]
- 27 марта 2012 года в Национальном центре кардиологии и терапии (НЦКТ) в Бишкеке открыт музей академика Мирсаида Миррахимова. Музей находится на втором этаже НЦКТ в личном кабинете академика Мирсаида Миррахимова[16].
- 27 марта 2012 года перед входом в Национальный центр кардиологии и терапии установлен памятник-бюст Мирсаиду Миррахимову[17][18]
- Решением Бишкекского городского кенеша депутатов от октября 2014 года улица в 5 микрорайоне Октябрьского района города Бишкек названа в честь академика Мирсаида Миррахимова.[19]
- Почётный гражданин города Бишкек